# Kuot

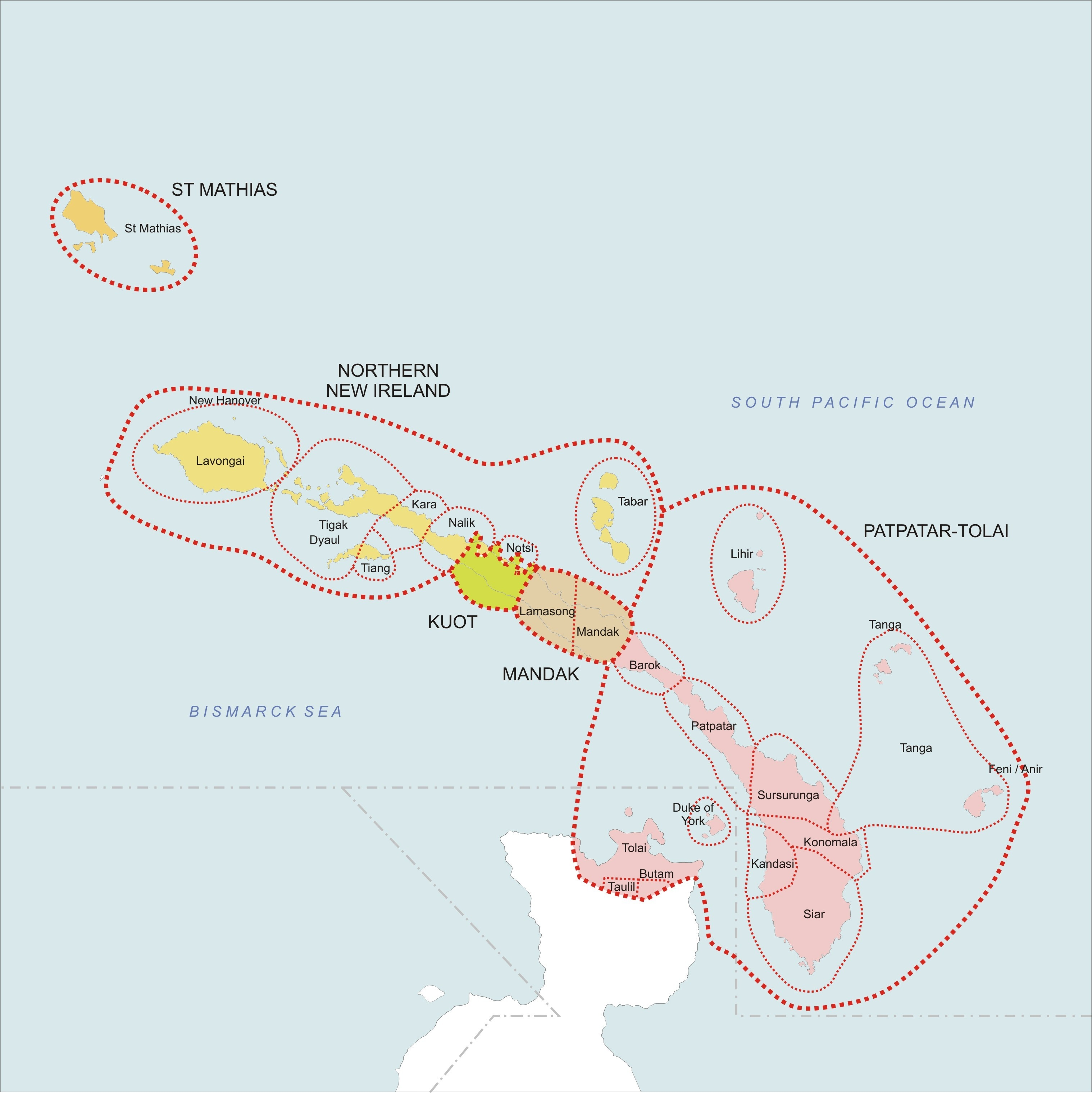
Sprachenkarte New Ireland, Verbreitung Kuot in hellem Grün

Kuot ist die einzige nicht-austronesische Sprache, die auf der Insel New Ireland, Papua-Neuguinea, von etwa 1.500 Sprechern gesprochen wird. Kuot ist nirgendwo Amtssprache.

## Klassifikation
Kuot wird als eine isolierte Sprache eingestuft, da sich keine ausreichenden Ähnlichkeiten zu irgendeiner anderen Sprache aufzeigen lassen.
Die Sprache hat überwiegend agglutinierende Morphologie und eine Grundwortstellung Verb-Subjekt-Objekt.
Der Name „Kuot“ selbst hat heutzutage keine Bedeutung mehr für die Sprecher, früher war es eine Art Ausruf, der Überraschung ausgedrückt hat. Als Sprachbezeichnung wurde „Kuot“ das erste Mal von Edgar Walden um 1911 verwendet.

## Geografische Verteilung

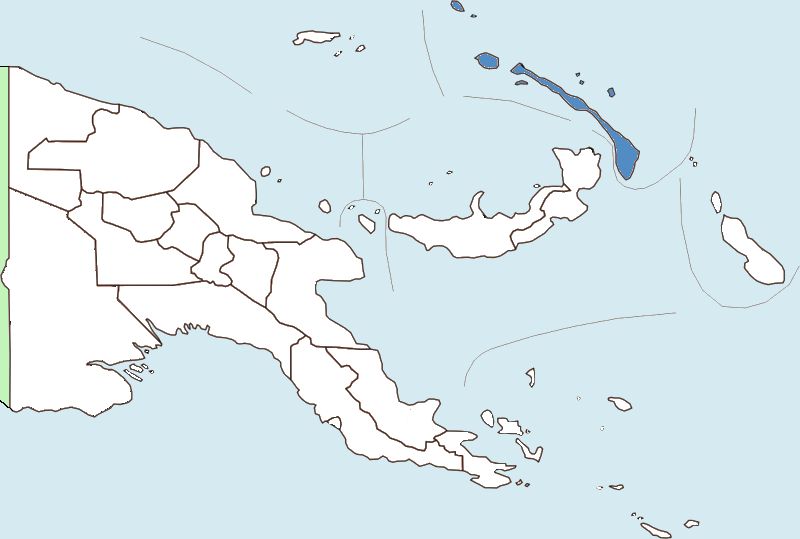
New Ireland in Nord-Zentral Papua-Neuguinea

Das Sprachgebiet für Kuot beschränkt sich auf etwa 10 Dörfer der Ost-West-Küste der Insel New Ireland in Nord-Zentral-Papua-Neuguinea. Bei einer Einwohnerzahl von etwa 2.400 beherrschen etwa 1.500 Sprecher fließend Kuot (Stand 2002).

### Dialekte und Soziolekte
Alle Kuot-Sprecher wachsen bilingual auf und sprechen ebenfalls Tok Pisin. An der Ostküste vermischt sich Kuot teilweise mit den Sprachen Nalik und Nochi der angrenzenden Nachbardörfer. Im Süden grenzt das Sprachgebiet Madak an.
Es wird viel Tok Pisin gesprochen, trotzdem gibt es einige Sprecher, die innerhalb des Dorfes nur Kuot sprechen. Der Einfluss von Tok Pisin wächst. Potentiell ist Kuot als Sprache vom Aussterben bedroht. Die Sprache wird noch aktiv genutzt und hat sich vollständig entwickelt. Sie wird von Institutionen genutzt, die nicht nur das Dorf und den gemeinschaftlichen Kontext betreffen.
Es gibt unterschiedliche lautliche Realisierungen zwischen Nord- und Süd-Kuot, die sich zum Beispiel bei /t/ und /r/ je nach Position in der Silbenstruktur zeigen. Man kann deshalb auch von einem Nord- und Süd-Dialekt des Kuot sprechen.

## Phonetik und Phonologie
Kuot hat 13 Konsonanten und 6 Vokale.

### Konsonanten
Die Allophone zu den jeweiligen Konsonanten befinden sich in den Klammern direkt dahinter.
|           | labial   | labial  | dental /alveolar | dental /alveolar | velar  | velar   |
| --------- | -------- | ------- | ---------------- | ---------------- | ------ | ------- |
| stl.      | sth.     | stl.    | sth.             | stl.             | sth.   |         |
| Plosive   | p (~v/β) | b (~mb) | t (~r)           | d (~nd)          | k (~ɣ) | g (~ŋg) |
| Nasale    | m        | m       | n (l)            | n (l)            | ŋ      | ŋ       |
| Trill     |          |         | r                | r                |        |         |
| Frikative | f        | f       | s                | s                |        |         |
| Laterale  |          |         | l                | l                |        |         |

Grundsätzlich kann gesagt werden, dass ältere Sprecher insgesamt eine vermehrt pränasalierte Aussprache vor allem in den Anlauten aufweisen. Das intervokalische Vorkommen von /p/ und /k/ führt zu Lenisierung (Konsonantenerweichung) und Stimmhaftigkeit. Bei syntaktisch bedingter Doppelkonsonantenbildung trifft das jedoch nicht zu. Die Lenisierungsregel tritt universal bei allen Wortgrenzen auf, außer bei an Kinder gerichtete Sprache (child-directed speech: [rais] (Tok Pisin) → [tais]) und bei einigen Verbstämmen, sowie bei CV-Reduplikationen am Silbenanfang.
Die stimmlosen Stops sind unaspiriert und werden im Auslaut nicht realisiert. Sie können in allen Positionen stehen, /t/ ist eine Ausnahme und wird am Silbenende wie /r/ → [n] realisiert, innerhalb der Silbe als [r] ausgesprochen.  /t/ und /r/ haben jedoch keinen Allophone-Status.
Die stimmhaften Stops können optional pränasalisiert (meist in intervokalischer Position) werden und treten generell nicht am Silbenende auf.
Nasale können in allen Positionen auftreten.  /n/, /l/ und /r/ werden dabei nicht in allen Kontexten unterschieden. Das gilt zum Beispiel intervokalisch in der Mitte einer Silbe für /l/ und /n/.
Die Frikative sind in allen Positionen stimmlos und gehörten angeblich nicht zum Phonem-Inventar des frühen Kuot. Sie können zu Bilabailen werden. /f/ und /s/ sind scheinbar erst später über Lehnwörter aus Tok Pisin in die Kuot-Sprache gekommen. Das belegt zum Beispiel die Swadesh’s Words List. So ist auffällig, dass es sehr wenige Wörter mit /f/ und /s/ in Kuot gibt. Sie kommen nur in den offenen Klassen vor und nicht in geschlossenen Klassen, wie beispielsweise der Verbklasse II. Beide Phoneme sind nicht an der Bildung grammatischer Morpheme beteiligt.
Laterale werden nie palatisiert oder velarisiert und behalten immer die gleiche Qualität, wie beispielsweise [n] am Silbenende. Der Trill dagegen tritt nie am Silbenanfang auf.

### Vokale
|             | vorne | vorne | zentral | zentral | hinten | hinten |
| geschlossen | i     | i     |         |         | u      | u      |
| mittel      | e     | e     | ə       | ə       | o      | o      |
| offen       |       |       | a       | a       |        |        |

Quelle:
Der Schwa-Laut /ə/ kann als Allophon von /a/, /e/ und /o/ auftreten. /a/ wird beispielsweise zum Schwa-Laut /ɐ/ in unbetonten Silben. Silben mit dem Phonem /ə/ werden meistens betont, wobei die Position in der Silbe nicht entscheidend ist.
/i/ und /u/ werden zusammen mit einem anderen Vokal wird zu einem Gleitvokal. Es gibt nur sehr wenige Minimalpaare, in denen die Vokallänge bedeutungsunterscheidend ist.
Man spricht im Kuot außerdem von „on- und off-glide-vowels“. Es handelt sich dabei nicht um Diphthonge oder eine Kombination aus Vokal und Gleitvokal. Mehr als drei Vokale pro Silbe kommen im Normalfall nicht vor. Es gibt im Kuot die Kombination aus Diphthong und Vokal, diese werden silbenabhängig betont. Diphthonge werden dabei wie ein Laut artikuliert.

## Betonung und Tonsystem
Der längste Stamm eines Wortes kann in Kuot bis zu sechs Silben enthalten, es gibt sehr viele Silbenkombinationsmöglichkeiten. Die Standardkombinationen sind V, CV, VC und CVC. (V = Vokal; C = Konsonant).
Kuot ist lexikalisch determiniert und es gibt keine festen Betonungsregeln. Die Tonhöhe wird hauptsächlich verwendet, um Intonation zu zeigen und ist nicht bedeutungsunterscheidend. Die Betonung dagegen unterscheidet sich in der Aussprachedauer. Die Tonhöhe spielt zum Beispiel eine Rolle für Negationssätze, am Satzende und bei Ja-Nein-Fragen.

## Besonderheiten
Der bilabiale Trill wird auch genutzt, um „nein“ oder „Ich weiß nicht“ auszudrücken. Der ingressive pulmonische Luftstrom dagegen für ein „ja“. Zur Korrektur von Satzteilen oder Wörtern wird teilweise ein Glottalstop gefolgt von „nochmal“-Ausdrücken verwendet. Spricht ein Erwachsener zu Kindern (child-directed speech), wird die erste Silbe vom Verb oft weggelassen. Morphologisch markiert diese Position meistens die Person (Sg/Pl). Alle Phoneme, die für Kuot benötigt werden, gibt es auch in Tok Pisin.

## Grammatik
Kuot ist eine VSO-Sprache mit agglutinierendem Charakter. Der Satz ist im Kuot links-köpfig. In der NP (Nominalphrase) ist das Nomen der Kopf und steht meist rechts-mittig. In Prädikat-Phrasen ist das Verb der Kopf, wobei der Verbstamm meist die letzte Konstituente bildet.
Kuot ist kopfmarkiert auf der Satzebene. Die grammatischen Rollen werden per Kongruenz-Affix (cross-referencing) am Verb markiert. Dabei ist die Wortstellung entscheidend, um grammatische Rollen bei zwei präsenten NPs anzuzeigen. Es gibt keine Kasusmarkierungen bei Nomen. Präpositionen stimmen meistens mit dem folgenden Nomen überein. Präpositional-Phrasen werden ebenfalls als kopfmarkierend betrachtet.
Der Dependent in der NP wird per „agreement“ (Übereinstimmung) markiert. Im Singular zeigt sich das Genus nur am Dependenten und nicht am Nomen selbst. Bei Nicht-Singular wird der Numerus explizit am Nomen markiert.

### Wortklassen
Im Kuot gibt es nur zwei offene Wortklassen: Die Nomen und die Verbklasse I. Darüber hinaus kann Kuot in vier lexikalische Klassen eingeteilt werden: Nomen, Verben, Adjektive und Adverbien. Agreement, indexing und cross-referencing beziehen sich immer auf die gleichen Kategorien ausgehend von Person-, Genus- und Numerusmarkierung. Agreement wird dabei für die Beziehungen innerhalb der NP gebraucht, so dass beispielsweise ein Demonstrativa in Attributposition Übereinstimmungsmarker mit dem Kopf-Nomen nutzt. Das indexing wird für die Fälle gebraucht, in denen das Wort die Kategorie nicht syntaktisch innerhalb des Bereiches des Nomen zeigt. Bei Präpositionen und Possessiva wird so beispielsweise die Kategorie des Nomens indiziert. Cross-referencing wird für Pronominalmarker am Prädikat genutzt (Verb oder Adjektiv), welches somit die Kongruenz für ein Nomen in der Argument-Rolle referenziert.

#### Verben
Im Kuot gibt es drei intransitive Verb-Klassen (I, II und III), die mit den Verben der vier transitiven Klassen kombiniert werden können (I, IIa, Iib und III). Viele Stämme können entweder transitiv oder intransitiv sein. Bei ambitransitiven Verben können die Typen S=O (Subjekt = Objekt) und S=A (Subjekt = Agens) in allen Verbklassen auftreten.
Kennzeichnend für Verben im Kuot ist die sehr unterschiedliche Verwendung von cross-referenzierenden (Kongruenz) Affixen und Klitika am Verb. Einige Verben erfordern Subjekt-Affixe oder Enklitika und Objekt-Affixe, die in verschiedenen Reihenfolgen auftreten können.
|      |                                               | Intransitiv                        | Transitiv                                                         |
| ---- | --------------------------------------------- | ---------------------------------- | ----------------------------------------------------------------- |
| I.   | Subjekt-Enklitika Objekt-Präfix               | pasei=oŋ talk=3mS ‘he talks’       | a-pasei=oŋ 3mO-talk=3mS ‘he talks of him/it(m)’ or ‘he tells him’ |
| IIa. | Subjekt-Präfix Objekt-Präfix in der 3. Person | u-libǝ 3mS-cry ‘he cries’          | u-alibǝ-o 3mS-cry.for-3fO ‘he cries for it(f)/her [mourns]’       |
|      | Objekt-Präfix in der 1./2. Person             |                                    | to-u-alibǝ 1sO-3mS-cry.for ‘he cries for me’                      |
| IIb. | Subjekt-Präfix Objekt-Präfix                  | u-lo 3mS-talk ‘he talks’           | a-u-lo 3mO-3mS-talk ‘he tells him’                                |
| III. | Subjekt-Infix Objekt-Präfix                   | uan-u-lǝ wait-3mS-stm 2 ‘he waits’ | a-uan-u-lǝ 3mO-wait-3mS-stm 2 ‘he waits for him(/it.m)’           |
| adj. | Subjekt-Suffix in der 3. Person               | kan-i big-3m ‘he (it.m) is big’    | -                                                                 |
|      | Subjekt-Präfix in der 1./2. Person            | to-kan-i1s-big-sg ‘I (m/f) am big’ | -                                                                 |

#### Nomen
Das Nomen bildet typischerweise den Kopf der NP, ist aber auch begrenzt als Anfügung möglich. Die Genus/Numerus-Kategorie des Nomens determiniert die Übereinstimmung innerhalb der NP. Die Person dagegen indiziert in Possessiva und bei Präpositionen. Es treten auch hier Formen von Kongruenz-Morphemen an Verben und Adjektiven auf.

#### Weitere Wortklassen
Für Adjektive gilt die gleiche Markierungsform wie bei Verben mit dem Unterschied, dass Futur mit dem Extra-Morphem 'ba' markiert wird. Die Bildung erfolgt wie bei anderen nicht-verbalen Prädikaten.
Adverbien treten vorzugsweise in der Position nach der ersten Satzkonstituente oder Phrase auf, sind aber generell relativ frei. Zeitadverbien, lokative und direktionale Satzkonstituenten sind oft topikalisiert.
Personalpronomen bilden normalerweise ebenfalls eine NP, manchmal jedoch auch in angefügten Konstruktionen. Sie können keine Komplemente oder Ergänzungen der meisten Präpositionen sein. Sehr selten treten Personalpronomen in Subjekt- oder Objekt-Position auf. Sie sind typischerweise topikalisiert.
In einer Possessiv-Phrase steht die Possessiv-NP an erster Stelle, gefolgt von einem Possessivmarker, dem wiederum eine Possessor-NP folgt. Die NPs werden nicht zusätzlich noch auf eine andere Art markiert. Der Marker wirkt pronominalisierend, wenn es keine Possessor-NP gibt. Hauptsächlich gilt das für Possessiva der ersten und zweiten Person.

## Syntax
Der Minimalsatz im Kuot besteht zumindest aus einem Verb (oder Adjektiv) mit cross-referenzierender Morphologie. Sätze mit zwei vollen NPs sind eher selten. Die unmarkierte Konstituenten-Reihenfolge ist das Prädikat am Satzanfang gefolgt von optionalen NPs für die Kern-Argumente: V (S) (O). Die Kongruenz von Subjekt und Objekt wird per Affix oder Klitika am Verb ausgedrückt. Wörter oder Wortteile, die am Ende eines anderen Wortes angefügt werden verlieren dabei oft einen Teil ihrer Lautsubstanz und sind unbetont.
o-ikat=oŋ Adam [muabari aŋ]
3fO-check=3mS A. sun/clock(f) 3m.PossII.s
‘Adam checked his watch’
[nǝmo o-u-uluan] [i-tie non kuraima] nirobu
want 3fO-3mS-follow  3m-there  ‘some’   bush.spirit(m)  coconut.palm(f)
‘this bush spirit wanted to follow the coconut palm (up)’
NPs, die koreferent mit Kongruenz-Morphemen auftreten, können allein als Satz vorkommen und liefern so die Funktion eines Kern-Arguments. Koreferenz liegt dann vor, wenn in einer Äußerung mit zwei verschiedenen sprachlichen Ausdrücken dasselbe bezeichnet wird.

Alle anderen grammatischen Rollen der NP müssen mit Präpositionen oder Possessiva markiert sein. Das Kern-Argument wird durch das Vorhandensein von Kongruenz und das Nicht-Vorhandensein von Präpositionen und Possessiva mit koreferenten NPs identifiziert. Das Subjekt eines nicht-verbalen und nicht-adjektivischen Prädikats hat eine Art fehlerhaftes Subjekt-Verhalten: Es steht allein als Satz und es gibt keine Möglichkeit für Kongruenz-Bildung.
[kuraibun] [u-sik makabun].
spirit.woman 3f- DEM woman
‘that woman (was) a spirit woman.’
Eine andere Form der Satzbildung ist die Topikalisierung durch Voranstellung. Es kann entweder die Subjekt- oder die Objekt-NP vorangestellt werden, jedoch nicht beides. Die Konstruktion wird durch 'lə' (RELR = Relator) oder durch 'ga' („und“) markiert. In folgendem Beispiel wird das Subjekt eines intransitiven Verbs topikalisiert:
Samǝtmǝrun lǝ tǝle [u-me ubi].
S. RELR NEG 3mS- HAB work=Ø.
‘Samǝtmǝrun didn’t use to work.’
Adverbien, aber vor allem Temporaladverbien, sind meist auch topikalisiert und können (müssen aber nicht) mit dem Relator markiert sein. Wenn eine Argument-NP und ein Adverbial vorangestellt werden, steht das Adverbial an erster Stelle und das Argument vor dem Prädikat. Das Beispiel zeigt ein Temporaladverb und ein topikalisiertes Objekt in einem Satz. 
Na tǝrǝ tinan, [u-to gas] lǝ[mǝn pa-me-lo] [eia-p pam].
in time before 3f-here story(f) RELR CONT 1pxO-3pS-tell grand.relation-nsg 1px.PossII.pl
‘Before, our forefathers were telling us this story.’

### Relativsätze
Relativsätze folgen dem Kopf der Phrase und werden ebenfalls mit dem Relator 'lə' markiert. Relativsätze können den Possessor in einer komplexen Objekt-NP modifizieren.
o-i-op [u-sik sǝgǝr aŋ i-sik lǝmot [lǝ u-abu-o]].
3fO-3fS-find 3f- DEM egg(f) 3m.PossII.s 3m- DEM python(m) RELR 3mS-put-3fO
‘she found this egg of this python (who) had put (=laid) it.’
Relativsätze ähneln außerdem den Konstruktionen von Topikalisierung und Attributkonstruktionen. Der Unterschied zur Topikalisierung besteht darin, dass es noch einen anderen Satz gibt, der als Hauptsatz identifiziert werden kann. Der Relativsatz wird nur als Modifizierung einer Nominal-Konstituente verstanden. Der Unterschied zur Attributivkonstruktion dagegen ist, dass der Relator das Personen-Präfix an letzter Stelle trägt.
Nominale können in verschiedenen grammatischen Rollen auftreten: Als transitive oder intransitive Subjekte, Objekte, Possessoren oder alternativ markiert mit einer Possessiv-Markierung und als NP außerhalb von präpositionalen Phrasen.

### Interrogativsätze
| Wer             | 'aka'       | Nomen (m)          |
| Was             | 'mani'      | Nomen (m)          |
| Was tun         | '-amani'    | Verben (Klasse II) |
| Wessen          | 'auan' etc. | Possessiv          |
| Wo              | 'lakum'     | Adverb             |
| Wo sein         | 'lak'       | Adjektiv           |
| Wann / Wie viel | 'namuk'     | Adverb             |
| Wie             | 'are mani'  | „wie was?“         |
| Warum           | 'me mani'   | „für was?“         |

Das Interrogativ 'mani' (was) hat die Form 'man', wenn es zusammen mit einem Nomen auftritt. Die Interrogativpronomina für 'wer' und 'was' können topikalisiert oder vorangestellt werden. Sätze mit Interrogativpronomen haben im Gegensatz zu anderen Satzarten eine eigene Intonation. Interrogativpronomen werden ebenfalls mit dem Relator 'lə' markiert.

### Tempus und Irrealis
Die einzige durchgehend markierte Tempusunterscheidung in Kuot ist Futur vs. Nicht-Futur. Dieses Phänomen kann auch als Irrealis interpretiert werden, wobei es jedoch zu problematischen Unterscheidungen kommt.
Die Futur-Markierung 'e(ba)' wird als Partikel oder Verbmorphologie betrachtet. Der Wechsel der Futur-Morphologie ist auch die einzige Markierungsmöglichkeit für den Imperativ und Ausdrücke für die unmittelbare Zukunft mittels ('e'). Dieses Morphem kann optional nach einem Hilfsverb (Kopula) '-ga' („wollen“, „sich um etwas handeln“) verwendet werden. Die Futurmarkierung 'eba' kann in verschiedenen Kontexten auftreten: Als einfaches Futur, als Prozessabfolge, in Satz-Komplementen der Präposition 'me', in Satzkomponenten mit dem Verb 'puo' („fähig sein, etwas zu tun“) und optional in Wenn-Dann-Konstruktionen. Es wird mit einigen Negationstypen (es gibt den Futur-Negator 'tela') nicht verwendet, wie beispielsweise dem Prohibitiv (Ausschlussmarker) 'buat' und dem Apprehensiv (Besorgnismarker) 'bun'.
U-tie, tubiat=bǝt ga pa-bulǝ-o me laurup ga eba i-lamiŋ=arǝ laurup ga i-ot.
3f-there later=now and 1pxS-cut-3fO to down and FUT 3fS-fall.fut= ASP down and 3fS-lie
Ga eba pa-airǝ-ŋ, me eba lal-uo ba.
and FUT 1pxS-leave-3sO for FUT dry-3f FUT 2
Eba lal-uo ba u-tie ubi, ga u-tie, tubiat=bǝt, lǝ e=bǝt pa-la o-rǝlǝkit=paŋ.
FUT dry-3f FUT 2 3f-there garden(f) and 3f-there later=now RELR IMM . FUT =now 1pxS-go 3fO-chop.up=1pxS
‘Alright, then we cut it [the trees] down and it will fall down and lie. And we’ll leave it, so that it will dry. This garden will dry, and alright, then, we’ll go and cut it [the trees] into little pieces.’